# سفارت جمهوری آذربایجان در واشینگتن دی.سی.
سفارت جمهوری آذربایجان در واشینگتن دی.سی. (به انگلیسی: Embassy of Azerbaijan) یک منطقهٔ مسکونی و نمایندگی سیاسی این کشور در ایالات متحده آمریکا است که در واشینگتن، دی.سی. واقع شده‌است.